# Метод наведення по трьох точках
Метод трьох точок (метод поєднання, метод накриття цілі) - один із двох триточкових методів наведення керованих ракет (альтернативним є метод випередження), при якому ракета постійно утримується на прямій, що з'єднує станцію наведення з ціллю.
Реалізація цього методу можлива різними технічними засобами: 
- за допомогою командного радіоуправління (ракета утримується на одній лінії з ціллю командами станції наведення)
- шляхом утримання ракети всередині лазерного або радіопроменя, спрямованого на ціль (метод beam-rider, літер. укр. «Осідланий промінь» )

Процес наведення ракети характеризується системою рівнянь
{\displaystyle {\begin{cases}\varepsilon _{m}=\varepsilon _{t};\\\beta _{m}=\beta _{t},\end{cases}}}
Де {\displaystyle \varepsilon _{m},\beta _{m}} — Необхідні кут місця та азимут ракети;
{\displaystyle \varepsilon _{t},\beta _{t}} — Кут місця і азимут цілі.
Для наведення ракети на ціль нема потреби у вимірі абсолютних кутових координат ракети та цілі, достатньо знати різницю цих координат.
Метод досить простий у реалізації та забезпечує прийнятну точність наведення в умовах, коли кривизна траєкторії ракети незначна - при стрільбі по цілях які:
- стаціонарні
- рухаються з малою швидкістю
- летять прямо на ЗРК

Метод доцільно застосовувати за неможливості використання інших методів, наприклад, за неможливості вимірювання відстані до цілі.